# Cumaca (Colombia)
Cumaca es un centro poblado del municipio de Tibacuy,  Cundinamarca (Colombia), ubicado en la provincia del Sumapaz, se encuentra a 80 km de Bogotá. Fue erigido en 1948.
La distancia al cabecera municipal de Tibacuy es de 5 kilómetros. Cumaca es el "Pueblo Cultural de Provincia de Sumapaz". Su atractivo turístico es el cerro de "El Quininí". Desde su cumbre se puede observar el valle del río Magdalena. También allí se encuentran cuevas a donde la leyenda dice que llegaron las brujas desde la población de Pandi para realizar sus "aquelarres".
Cumaca por ser turístico cuenta con fiincas hotel, restaurantes, piscinas, tiendas, también una sede educativa de primaria, casa del café, estación de Policía, puesto de salud, plaza de mercado y centros de recreación y deporte.

## Lugares Turísticos
- Piedra de la Virgen.
- Cerro del Quininí.
- Parroquia La milagrosa de Cumaca.
- Parque Central de Cumaca
- Piedra del Palco Cumaca
- Centro turístico Las Mercedes
- Centro Recreativo la Esperanza Cumaca
- Centro Recreativo Cumaca

## Geografía
El centro poblado Cumaca, tiene bajo su área de influencia las veredas: Albania, Calandaima, La cajita, La vuelta, Naranjal, San Francisco y Capotes.

## Desarrollo y Economía
La economía y desarrollo del lugar consta de la Agricultura y comercialización de frutas tropicales tales como: la naranja, la mandarina, la guayaba, el mango, el limón entre otras, también se dedican a la ganadería de reses, caballos, cerdos y similares